# A summer night
A summer night is een symfonisch gedicht gecomponeerd door Rutland Boughton. 
Boughtonm schreef het werk in april 1899, maar moest tot 25 november 1902 wachten tot het uitgevoerd werd tijdens een van de concerten van de Halford Concerts Society in Birmingham. Na die uitvoering reviseerde de componist waarschijnlijk het werk, maar volgens de recensent van de première was dat niet nodig. Het werd gezien als een combinatie van goede orkestratie, mooie harmonie- en melodielijnen. Die recensie heeft het werk niet kunnen redden. Na zijn Birminghamperiode besteedde de componist weinig aandacht meer aan zijn vroege(re) werken. Het werk belandde op de plank. Net als bij Love and spring werd de partituur voorafgegaan door een tekst, ditmaal een toespraak uit The Merchant of Venice.
Boughton droeg het werk pas na de revisie op aan zijn vrouw; hij trouwde “pas” op 16 december 1903 met Florence Hobley uit Aylesbury. In januari 1904 werd A summer night uitgevoerd in Bournemouth onder leiding van de componist. Het werd geen gelukkig huwelijk. Na een lange periode scheidden de twee uiteindelijk in 1911 van elkaar. Boughton ging voor Christina Walshe, een later bestuurslid van de Workers Theatre Movement.